# Eric Bruno
Pour les articles homonymes, voir Bruno.
Eric Bruno, né le 13 avril 1966 à Lyon, est un joueur de football français. Il évoluait au poste de défenseur.

## Carrière
Eric Bruno évolue toute sa carrière professionnelle à l'Olympique de Marseille de 1982 à 1987, et passe ensuite deux saisons à l'AS Carnoux.

## Statistiques
Au cours de sa carrière, Eric Bruno dispute 31 matchs en Division 1 et 1 match en Division 2.